# Kasteel van Le Bouilh

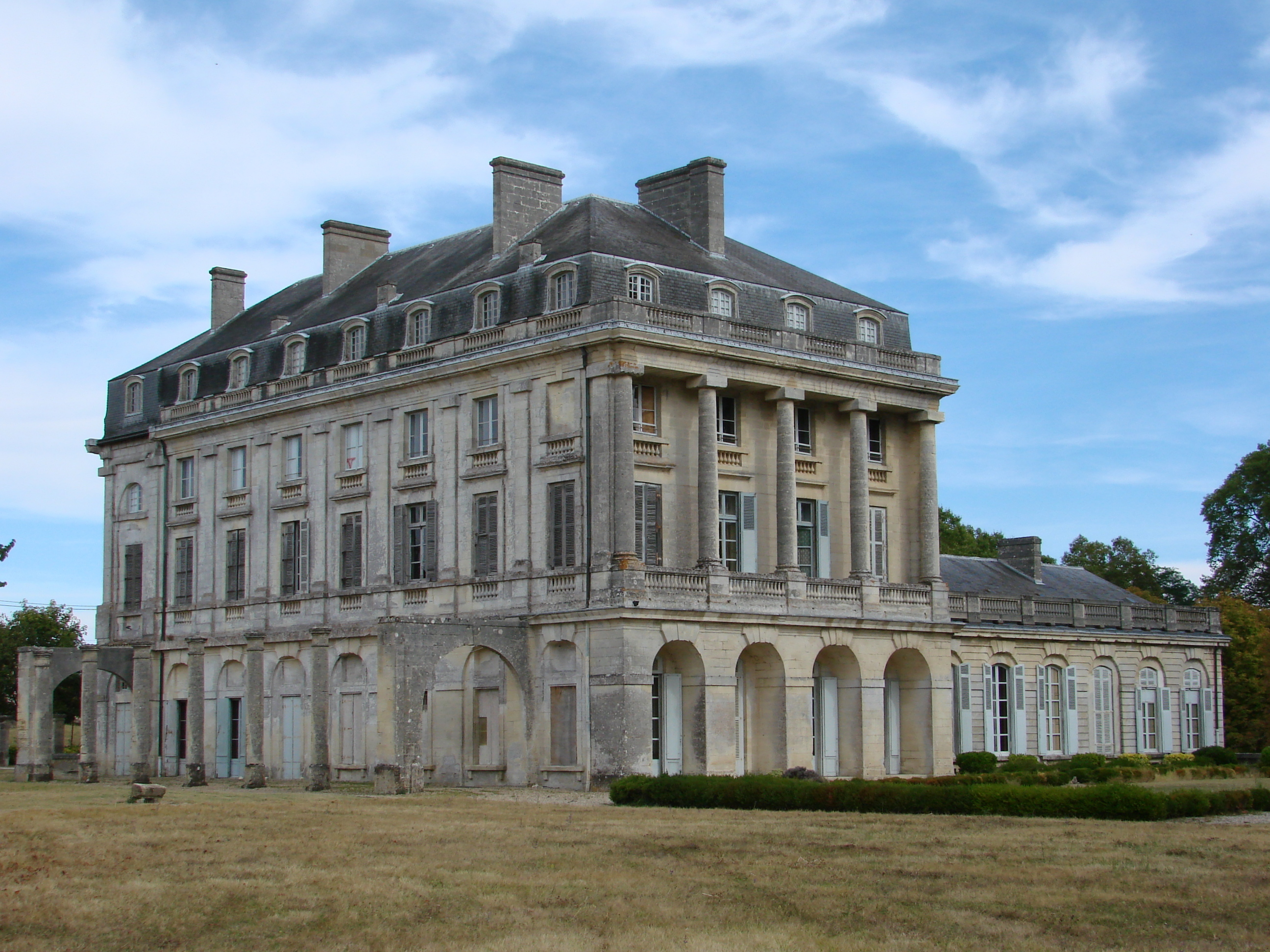
Zicht op het kasteel

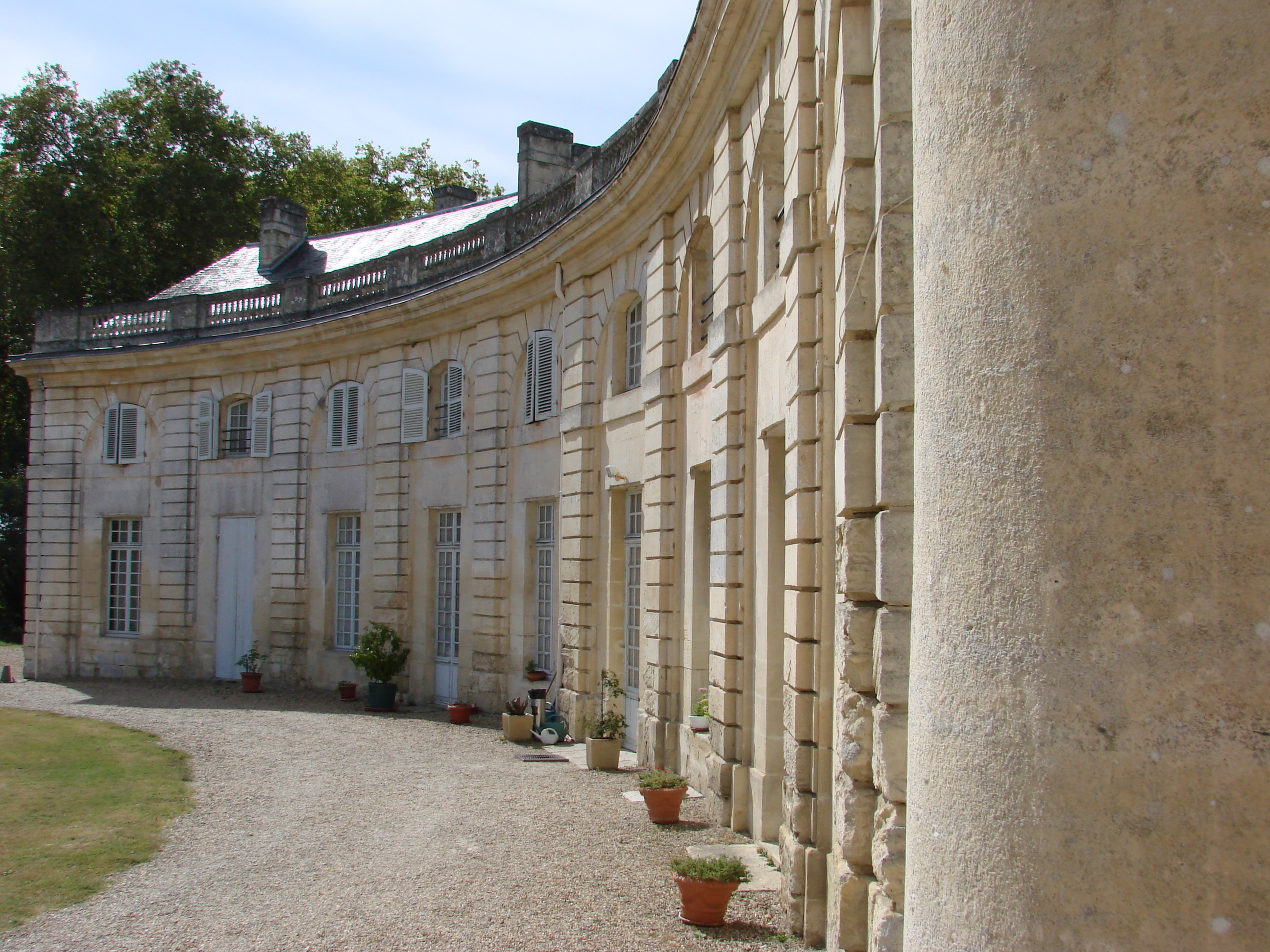
Zicht op de "communs" van het kasteel

Het Kasteel van Le Bouilh (Frans: Château du Bouilh) is een kasteel in de Franse gemeente Saint-André-de-Cubzac. Het kasteel is een beschermd historisch monument sinds 1943.